# Takuya Yamada
Takuya Yamada (Tokio, 24. kolovoza 1974.) japanski je nogometaš.

## Klupska karijera
Igrao je za Tokyo Verdy, Cerezo Osaka, Yokohama FC i Tampa Bay Rowdies.

## Reprezentativna karijera
Za japansku reprezentaciju igrao je od 2003. do 2004. godine. Odigrao je 4 utakmice.
S japanskom reprezentacijom Takuya Yamada je igrao na Azijskom kupu 2004.

## Statistika
| Japan  | Japan | Japan |
| Godina | Nast. | Gol.  |
| ------ | ----- | ----- |
| 2003.  | 1     | 0     |
| 2004.  | 3     | 0     |
| Ukupno | 4     | 0     |

## Vanjske poveznice
- National Football Teams
- Japan National Football Team Database